# コンスタンティン・プルージニコフ (テノール歌手)
コンスタンティン・イリイチ・プルージニコフ（ロシア語: Константин Ильич Плужников、ラテン文字表記の例:Konstantin Ilyich Pluzhnikov、1941年4月15日 - ）は、ソビエト連邦、ロシアのテノール歌手。

## 概要
1941年、当時のグルジア・ソビエト社会主義共和国内アジャリア自治ソビエト社会主義共和国（現在のジョージア内アジャリア自治共和国）の主都バトゥミで生まれる。生地の音楽学校で教育を受けた後、1963年にレニングラード音楽院に入学する。バリトン歌手のエフゲニー・オリホフスキー教授の指導を受け1969年に首席で卒業するが、在学中の1968年にグリンカ・コンクールに入賞し、レニングラード・マールイ劇場（現在のミハイロフスキー劇場）入りを果たしている。同劇場では初め『ルサルカ』の公爵（ダルゴムイシスキー）、『アレコ』の若いジプシー（ラフマニノフ）、『ベンヴェヌート・チェッリーニ』のタイトル・ロール（ベルリオーズ）といった役柄を演じ、後には『イオランタ』のヴォーデモン伯爵（ピョートル・チャイコフスキー）、『リゴレット』のマントヴァ公爵（ヴェルディ）など声の自由さ、舞台経験の求められる役も歌うようになった。
1970年のジョルジェ・エネスク国際声楽コンクールで2位入賞、これが契機となり翌1971年にキーロフ劇場（現マリインスキー劇場）のソリストに迎えられる。その翌年、1972年のジュネーヴ国際音楽コンクール声楽部門で優勝を果たしている。
マリインスキー劇場では、『ウェルテル』のタイトル・ロール（マスネ）をはじめ、『魔笛』のタミーノ（モーツァルト）、『ファウスト』のタイトル・ロール（グノー）、『椿姫』のアルフレード（ヴェルディ）、『ランメルモールのルチア』のエドガルド（ドニゼッティ）、『エフゲニー・オネーギン』のレンスキー（チャイコフスキー）、『皇帝の花嫁』のルイコフ（リムスキー＝コルサコフ）、『ルスランとリュドミラ』のバヤン（グリンカ）、『アベサロムとエテリ』のアベサロム（パリアシュヴィリ）、『死せる魂』のマニロフ（シチェドリン）など様々な役柄を演じた。歌劇場以外でもレニングラード・フィルハーモニア（現サンクトペテルブルク・フィルハーモニア）の大ホールで頻繁に演奏し、『レクイエム』（モーツァルト、ヴェルディ）、ヨハン・ゼバスティアン・バッハの『マタイ受難曲』『ヨハネ受難曲』、『ミサ・ソレムニス』（ベートーヴェン）、『ファウストの劫罰』（ベルリオーズ）、『4声のミサ曲』（プッチーニ）などのソリストを務めている。
1979年より母校であるレニングラード音楽院で教職に就き、1985年より助教授の地位にあった。また、1998年よりマリインスキー劇場の「若い歌手のためのアカデミー」総裁職を務めた。2005年には俳優のアンドレイ・トルベーエフと共に「現代芸術センター」（Центр Современного искусства）を設立している。

## 主な受賞
- 1970年：ジョルジェ・エネスク国際声楽コンクール第2位
- 1972年：ジュネーヴ国際音楽コンクール声楽部門第1位
- 1978年：ロシア・ソビエト連邦社会主義共和国功労芸術家
- 1983年：ロシア・ソビエト連邦社会主義共和国人民芸術家

## 主な録音・映像
ソビエト連邦時代はメロディアにLPおよそ30枚分の録音を遺した。特にロマンスの録音に力を入れ、作曲家毎に1枚ずつ選集を制作している。取り上げられた作曲家は、タネーエフ、アレンスキー、グレチャニノフ、メトネル、グリリョフ、ワルラモフ、アリャービエフ、イッポリトフ＝イワノフ、グラズノフ、カリンニコフなどで、他に18世紀に作曲されたロマンスの撰集も録音している。
また、RUSSIAN DISCにもボロディン、プロコフィエフのロマンスを録音しており、国内盤も発売されていた。
1990年代にフィリップス・レコードがマリインスキー劇場で録音・映像収録を始めると、劇場のソリストとして以下の録音に参加している。
- グリンカ：ルスランとリュドミラ（フィン）
- プロコフィエフ：三つのオレンジへの恋（トゥルファルディーノ）
- ムソルグスキー：ボリス・ゴドゥノフ（ヴァシリー・シュイスキー公）
- ムソルグスキー：ホヴァーンシチナ（代書屋）
- リムスキー＝コルサコフ：不死身のカシチェイ（カシチェイ）